# Пробуждение (Запорожская область)
Пробуждение (укр. Пробудження) — село, Марьяновский сельский совет, Пологовский район, Запорожская область, Украина.
Код КОАТУУ — 2322784403. Население по переписи 2001 года составляло 95 человек.

## Географическое положение
Село Пробуждение находится на правом склоне балки Кобыльная, по дну которой протекает пересыхающая река Кобыляна, на противоположном берегу находится село Вершина.
Через село проходит автомобильная дорога Т-0803.

## История
Основано в 1823 году немецкими переселенцами из Западной Пруссии.
В 1923 году приказом Мариупольского окрисполкома в ознаменование 6-й годовщины Октябрьской революции село Царское переименовано в Пробуждение.